# Déjà Vu (jeu vidéo)
Pour les articles homonymes, voir Déjà vu (homonymie).
Déjà Vu est un jeu vidéo d'aventure développé par ICOM Simulations et édité par Mindscape, sorti à partir de 1985 sur Apple IIGS, Mac OS, Atari ST, Commodore 64, Amiga, DOS, Game Boy Color, Pocket PC (Windows Mobile) et NES.
Il a pour suite Déjà Vu II: Lost in Las Vegas.

## Accueil
Le jeu a reçu la note de 81 % dans le magazine Zzap!64 (version Commodore 64). Le jeu est l'une des entrées de l'ouvrage Les 1001 jeux vidéo auxquels il faut avoir joué dans sa vie.